# Arco Hofland
Arie Cornelis (Arco) Hofland (Naaldwijk, 9 januari 1958) is een Nederlandse CDA-politicus en bestuurder.

## Leven en werk
Na het atheneum studeerde Hofland economie aan de Erasmus Universiteit Rotterdam, maar na twee jaar is hij daar zonder te zijn afgestudeerd gestopt. Na zijn militaire dienstplicht ging hij in 1981 werken bij de Raad van State; eerst als administratief-juridisch medewerker, daarna als plaatsvervangend hoofd bijzondere procedures en ten slotte als hoofd buiten zitting afdeling Rechtspraak. In 1991 maakte hij de overstap naar de Immigratie- en Naturalisatiedienst, waar hij eindigde als unitmanager. In 1994 verhuisde het gezin naar Overijssel.
Na 12 jaar gemeenteraadslid te zijn geweest in Naaldwijk en Dalfsen, werd Hofland er in 2001 wethouder en vier jaar later werd hij op 1 juni 2005 burgemeester van Zwartewaterland. Op 1 juni 2010 werd hij burgemeester van Rijssen-Holten. Op 15 oktober 2015 maakte RTV Oost bekend dat Hofland en zijn gezin met de dood werden bedreigd in verband met de voorgenomen noodopvang van vluchtelingen in zijn gemeente. Een brief met deze bedreiging werd bezorgd bij de redactie van deze regionale zender, die de inhoud ervan openbaar maakte. In december 2015 werd Hofland in Rijssen-Holten voorgedragen voor nogmaals zes jaar burgemeesterschap.
In december 2021 werd bekendgemaakt dat Hofland na zijn tweede termijn per 1 juni 2022 stopt als burgemeester van Rijssen-Holten. Met ingang van 1 juni 2022 werd hij er waarnemend burgemeester. Op 9 maart 2023 werd Jurgen van Houdt burgemeester van Rijssen-Holten.
Met ingang van 17 juli 2023 werd Hofland waarnemend burgemeester van Raalte. Hiermee volgde hij Martijn Dadema op, die gedeputeerde was geworden van Overijssel. Hofland werd op 10 juni 2024 opgevolgd door Rob Zuidema.
Op 10 maart 2025 werd Hofland door de commissaris van de Koning, Henri Lenferink, per direct benoemd tot waarnemend burgemeester van de gemeente Doesburg. Hij neemt waar voor burgemeester Loes van der Meijs - van de Laar die vanwege herstel na een operatie langere tijd afwezig is.